# Pierrelatte
Pierrelatte é uma comuna francesa na região administrativa de Auvérnia-Ródano-Alpes, no departamento de Drôme. Estende-se por uma área de 49,56 km². Em 2010 a comuna tinha 13 713 habitantes (densidade: 276,7 hab./km²).